# Rajasthan United FC
El Rajasthan United FC es un equipo de fútbol de la India que juega en la I-League, la segunda división nacional.

## Historia
El Rajasthan United FC es el primer equipo de fútbol a nivel profesional en Jaipur, fundado en 2018 por el estudiante de ingeniería Kamal Singh Saroha junto a colegas de carrera y amigos inicialmente con el nombre JECRC CF (Jaipur Engineering College and Research Centre), y pasó a ser Rajasthan United en 2020, luego de la introducción de Rajat Mishra y Swapnil Dhaka como cofundadores. In its first year of inception, they managed to win the R-League A Division. En su segunda temporada el United logró el subcampeonato y la clasificación para el ascenso a la I-League.
Tuvo la colaboración con la Witty International School, que les dio hospedaje a los integrantes de la academia de fútbol en Bhilwara. En 2021 el United sería el campeón de la clasificación a la I-League, eso lo convirtió en el primer equipo de Rajasthan en jugar en la I-League. En diciembre el club contrató al español Francesc Bonet como su nuevo entrenador.

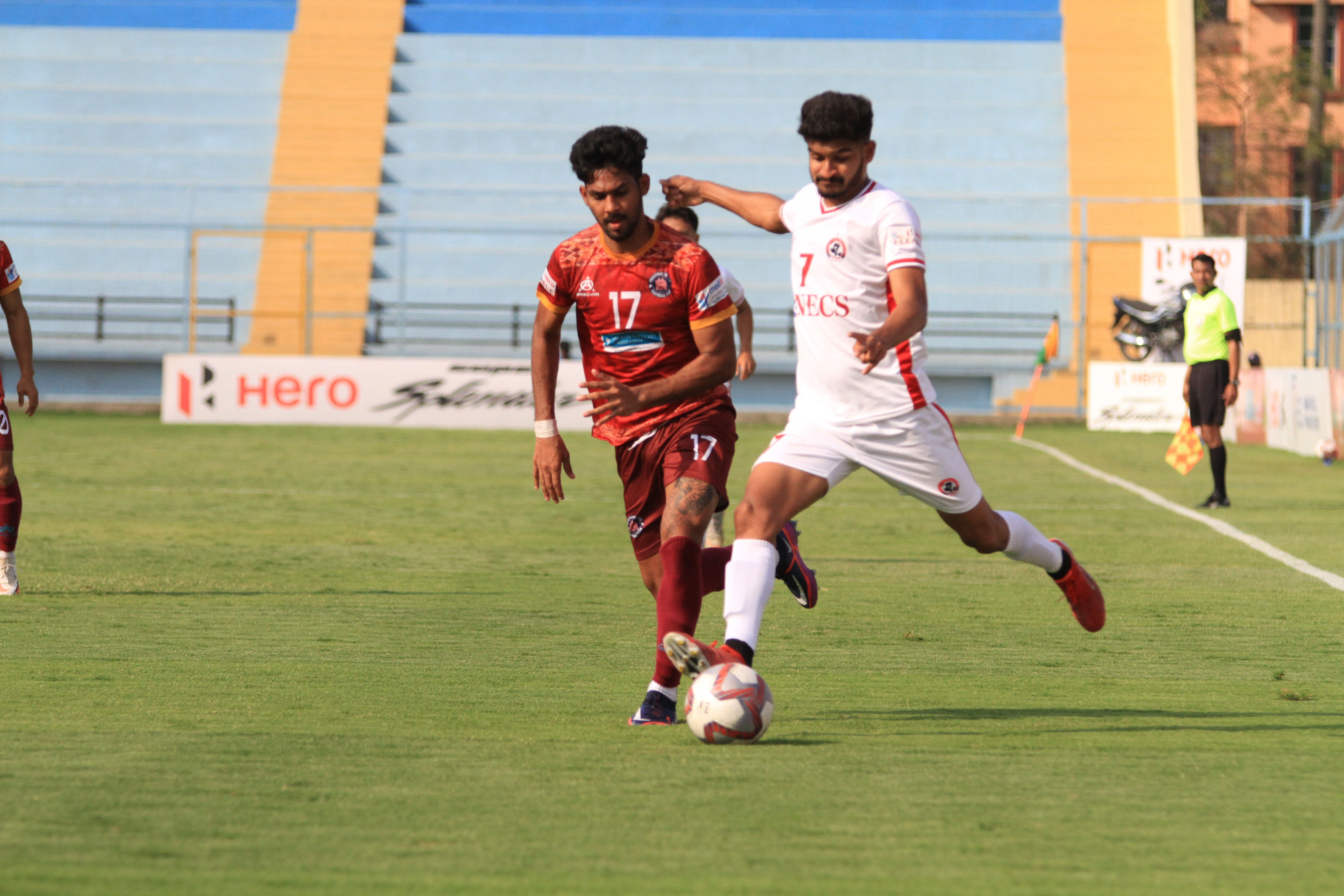
El Rajasthan United (rojo) ante el Aizawl en un partido de la I-League en el Kishore Bharati Krirangan en marzo de 2022.

El 26 de diciembre de 2021 jugaría su primer partido en la I-League ante el RoundGlass Punjab con solo nueve jugadores, y fueron derrotados por 0-2. El United fichó al exjugador de La Liga el argentino Mauro dos Santos. El club jugaría la fase de campeonato de la I-League en la temporada 2021/22 y terminaron en sexto lugar.
El Rajasthan United en la temporada 2022–23 jugaría la Durand Cup el 20 de agosto vencería 3–2 al ATK Mohun Bagan de la Superliga de India. El club lograría la clasificación a los cuartos de final al vencer al Indian Navy, pero sería eliminado luego de perder 1-3 ante el Hyderabad. En noviembre el club llegó a la final de la Baji Rout Cup en Odisha, donde venció al Churchill Brothers en penales. Al inicio de la I-League en la temporada 2022/23, el club enfrentó al Churchill Brothers en el partido inaugural, y lograría la victoria por 2–1. En diciembre el club participó en la Dausa Gold Cup en Rajasthan, donde perdería en la final por 0-1 ante el FC Kerala.

## Palmarés
- I-League 2nd Division (1): 2021
- Rajasthan State Men's League (1): 2019[26][27]
- Baji Rout Cup (1): 2022[28]

## Entrenadores
- Vikrant Sharma (2020-2021)
- Francesc Bonet (2021-2022)[5]
- Pushpender Kundu (2022-)[1]